# Municipio de Green (condado de Livingston)
El municipio de Green (en inglés: Green Township) es un municipio ubicado en el condado de Livingston en el estado estadounidense de Misuri. En el año 2010 tenía una población de 319 habitantes y una densidad poblacional de 5,74 personas por km².

## Geografía
El municipio de Green se encuentra ubicado en las coordenadas 39°44′5″N 93°35′56″O / 39.73472, -93.59889. Según la Oficina del Censo de los Estados Unidos, el municipio tiene una superficie total de 55.61 km², de la cual 55,08 km² corresponden a tierra firme y (0,95 %) 0,53 km² es agua.

## Demografía
Según el censo de 2010, había 319 personas residiendo en el municipio de Green. La densidad de población era de 5,74 hab./km². De los 319 habitantes, el municipio de Green estaba compuesto por el 98,75 % blancos, el 0,31 % eran amerindios, el 0,31 % eran de otras razas y el 0,63 % eran de una mezcla de razas. Del total de la población el 1,88 % eran hispanos o latinos de cualquier raza.